# Rumex philpii
Rumex philpii är en slideväxtart som beskrevs av Kitch.. Rumex philpii ingår i släktet skräppor, och familjen slideväxter. Inga underarter finns listade i Catalogue of Life.